# Victor Károlyi
Graf Victor Károlyi von Nagykároly (ungarisch Nagykárolyi gróf Károlyi Victor; * 19. Februar 1839 in Budapest; † 1. April 1888 in Fehérvárcsurgó) war ein ungarischer Magnat und Parlamentarier.

## Leben
Victor Károlyi wurde als zweiter Sohn von Graf Georg Károlyi von Nagykároly und Gräfin Karoline Zichy von Zich und Vásonykeő geboren. Nach dem Besuch des Gymnasiums in Budapest studierte er an der Universität Budapest und der Rheinischen Friedrich-Wilhelms-Universität Bonn. 1859 wurde er Mitglied des Corps Borussia Bonn. Nach dem Studium wurde er Majoratsherr auf Fehérvárcsurgó im Komitat Fejér. Er war erbliches Mitglied des ungarischen Magnatenhauses und suizidierte sich durch eine Schusswaffe: „Über die Motive des Selbstmordes werden verschiedene Versionen erzählt, die jedoch ihrer durchaus delicaten Natur wegen sich der Wiedergabe entziehen.“
Victor Károlyi war mit Irma Freiin von Orczy verheiratet. Julius Károlyi war sein Bruder.